# 玛乡
玛乡（藏語：མག་），是中华人民共和国西藏自治区日喀则市白朗县下辖的一个乡镇级行政单位。

## 行政区划
玛乡下辖以下地区：
门嘎村、厅卓村、土故村、吉丁村、汪学村、桑顿村、索康村、果堆村、则麦村、普能村和普喜村。